# HOYA
HOYA株式会社（ホーヤ、英: HOYA Corporation）は、日本の光学機器・ガラスメーカー。本社を東京都新宿区に置く。
三水会とその後身社長会である水曜会およびみどり会の会員企業であり三和グループに属しているが、ペンタックスを合併してからは第一勧銀グループにも属している。日経平均株価、TOPIX Core30およびJPX日経インデックス400の構成銘柄の一つ。

## 概要
マスクブランクス・半導体素子製造用フォトマスクなどの半導体部門、HDDプラッタなどのディスク部門、メガネやコンタクトレンズなどのアイケア部門、眼科医療用の眼内レンズ、内視鏡などのメディカル部門、光学レンズなどの光学部門、情報システム・アプリケーションサービスプロバイダ・カスタマーソリューションなどのサービス部門、などの事業部門を持つ。眼鏡部門の市場占有率は日本ではトップクラスであるが、日本国外における占有率は高くはない。半導体製造用のマスクブランクス、HDD用のガラス基板事業における世界市場占有率はいずれも70%を超える。
社名は、創業の地である保谷市（現・西東京市）に由来する。創業時の社屋は現存せず、本社は新宿区中落合を経て西新宿へ移転している。

## 歴史
第二次世界大戦中に創業した軍需向けレンズなどの光学ガラス生産が終戦で行き詰まり、戦後は江戸切子職人他の人材を集め高級硝子食器の生産へ参入する。GHQ向けの受注を機に、海外向けを含むクリスタルガラス食器・シャンデリア生産へ拡大して基礎を確立する。
その後、ドッジラインやオイルショックなどの経済危機を経て、眼鏡レンズ、さらに半導体フォトマスク、コンタクトレンズ、HDDなどの生産へと進出。多角化戦略の結果、各部門でトップシェアを誇るなど、日本を代表する精密機器・ガラス企業となる。

## 沿革
- 1941年（昭和16年）11月 - 愛知県出身の山中正一、山中茂の兄弟が東京府北多摩郡保谷町下保谷801番地（現在の東京都西東京市下保谷2丁目8）で東洋光学硝子製造所を創業。光学ガラス製造に着手。
- 1944年（昭和19年）8月 - 資本金120万円の株式会社に改組。商号を株式会社東洋光学硝子製造所に変更。
- 1945年（昭和20年）10月 - クリスタルガラス食器製造開始。
- 1947年（昭和22年）8月 - 商号を株式会社保谷クリスタル硝子製造所に変更。
- 1952年（昭和27年）2月 - 光学ガラスBK7製造再開。
- 1960年（昭和35年）11月 - 昭和工場（東京都昭島市、現在の昭島工場）を新設。保谷光学工業株式会社、山中光学工業株式会社および保谷光学硝子販売株式会社を合併し、商号を株式会社保谷硝子に変更。
- 1961年（昭和36年）10月 - 東京証券取引所市場第二部へ上場。
- 1962年（昭和37年）
  - 5月 - メガネ用レンズ製造開始。
  - 10月 - 名古屋証券取引所市場第二部へ上場。
- 1963年（昭和38年）5月 - 武蔵工場を埼玉県入間郡武蔵町（現・入間市）に新設。
- 1967年（昭和42年）4月 - 累進焦点メガネレンズを発売。
- 1972年（昭和47年）12月 - ソフトコンタクトレンズ製造開始。
- 1973年（昭和48年）2月 - 東京証券取引所および名古屋証券取引所の市場第一部へ指定替え。
- 1974年（昭和49年）1月 - 長坂工場を山梨県北巨摩郡長坂町（現・北杜市）に新設し、ICマスクサブストレート製造開始。HOYAオンラインシステム（メガネレンズの受発注）を発表。
- 1982年（昭和57年）10月 - 子会社の株式会社保谷電子を合併。
- 1983年（昭和58年）1月 - 八王子工場を東京都八王子市に新設し、ICフォトマスク製造開始。
- 1984年（昭和59年）
  - 8月 - 新本社ビルを東京都新宿区中落合に竣工。
  - 10月 - 子会社の株式会社保谷レンズおよび株式会社保谷クリスタルを吸収合併し、商号をホーヤ株式会社に変更。
- 1985年（昭和60年）4月 - 児玉開発研究所を埼玉県児玉郡児玉町（現・本庄市）に新設。
- 1986年（昭和62年）10月 - R&Dを東京都昭島市にセンター竣工。
- 1987年（昭和63年）
  - 6月 - 白内障術後用眼内レンズを製造開始。
  - 11月 - 光学ガラスによる非球面モールドレンズ製造開始。
- 1989年（平成元年）4月 - オランダにHOYA EUROPE B.V（現・HOYA HOLDINGS N.V.）、米国にHOYA CORPORATION USAを設立。
- 1991年（平成3年）3月 - HDD用ガラスディスクを発売。
- 1993年（平成5年）10月 - HOYAグループ環境理念・環境基本原則を制定。
- 1994年（平成6年）4月 - グループの機構改革を行い、エレクトロオプティクス、ビジョンケア、クリスタルの3ディビジョン制へ移行。
- 1995年（平成7年）6月 - 社外取締役制度を導入。
- 1996年（平成8年）
  - 8月 - 米国IBM社とHDD用次世代ガラスディスク開発の技術協力開始。
  - 11月 - 熊本工場を熊本県菊池郡大津町に新設。
- 1997年（平成9年）
  - 4月 - カンパニー制を導入。エレクトロオプティクス、ビジョンケアの2カンパニーと、HOYA PHOTONICS, INC.、ホーヤヘルスケア株式会社、ホーヤクリスタル株式会社の3事業会社へ再編。SAP社のERP（統合業務パッケージソフト）R/3を導入。
  - 5月 - シンガポールにエリア持株会社としてHOYA HOLDINGS ASIAPACIFIC PTE. LTD.を設け、先にオランダおよびアメリカにそれぞれ設置したHOYA HOLDINGS N.V.とHOYA HOLDINGS INC.の2社と合わせて欧州、北米、アジア各地域のエリア持株会社体制が整う。
  - 12月 - HOYA LENS DEUTSCHLAND GmbHがHOYAグループ最初のISO 14001を取得。
- 1998年（平成10年）4月 - 四半期毎の連結決算発表を開始。五日市工場が国内主要工場で最初のISO 14001を取得。
- 1999年（平成11年）
  - 2月 - 国内主要全工場でISO 14001を取得。
  - 9月 - ベルギーのメガネレンズ製造販売会社BUCHMANN OPTICALINDUSTRIES N.V.を買収。
- 2000年（平成12年）
  - 4月 - アメリカのメガネレンズ加工販売会社OPTICAL RESOURCESGROUP, INC.を買収。（2001年3月、当社の在外支店に組織変更）
  - 7月 - 沖電気工業株式会社の半導体フォトマスク製造部門を譲り受ける。
- 2001年（平成13年）
  - 5月 - 高屈折プラスチックレンズ素材「アイリー」を使用した「HOYALUXサミットプロ」および「NuLux EP」を発売。
  - 10月 - 軟性眼内レンズ（ソフトIOL）製造開始。
- 2002年（平成14年）
  - 5月 - 半導体新基板材料3C-SiC製造販売を新会社にて開始。
  - 8月 - 大日本印刷株式会社と次世代半導体用マスクブランクスの技術アライアンス締結。
  - 11月 - 商業登記規則の改正によりローマ字その他の符号が商号に使えるようになったことに伴い、商号をHOYA株式会社に変更。
- 2003年（平成15年）
  - 1月 - 名古屋証券取引所の市場第一部上場廃止。
  - 3月 - 子会社のHOYAクリスタル株式会社、HOYAクリスタルショップ株式会社を吸収合併。
  - 6月 - 委員会等設置会社へ移行。
  - 7月 - グローバルベースでの財務マネジメント機能を欧州エリア持株会社に移管。
- 2004年（平成16年）
  - 2月 - 子会社のHOYAオプティクス株式会社を吸収合併。
  - 3月 - 日本板硝子株式会社のHDD用ガラスディスク事業を譲り受ける。
  - 10月 - 米国預託証券（ADR）プログラムLevel-1を開設。
- 2006年（平成18年）
  - 1月 - 武蔵工場閉鎖。跡地は2008年4月に三井アウトレットパーク 入間となった。
  - 12月21日 - ペンタックスと経営統合。
- 2007年（平成19年）
  - 8月6日 - ペンタックス株の公開買付けを終了。全株式の90.59パーセントを取得、買収額は944億8200万円。
  - 8月14日 - ペンタックスを連結子会社とする。
- 2008年（平成20年）3月31日 - ペンタックスを吸収合併。
- 2009年（平成21年）
  - 3月31日 - クリスタル事業を終了。
  - 11月30日 - ペンタックスより引き継いだ測量機器事業を台湾儀器行に譲渡する。
- 2010年（平成22年）1月1日 - 子会社のHOYAヘルスケア株式会社を吸収合併。
- 2011年（平成23年）10月1日 - ペンタックスより引き継いだイメージング・システム事業をリコーに譲渡する。
- 2016年（平成28年）3月 - 本社を東京都新宿区西新宿に移転。
- 2017年（平成29年）
  - 2月 - コーポレートガバナンス・オブ・ザ・イヤー大賞を受賞。HOYAビジョンケア、紫外線とブルーライトをガードする機能レンズを発売。
  - 5月 - 老眼用調節型眼内レンズ開発のベンチャー企業、LensGenに出資。
  - 6月 - HOYAサービスのC-PUS事業および音声ソリューション事業をHOYAへ移管。
  - 7月 - PENTAX Medical、中国Aohua と医療用軟性内視鏡事業の合弁会社設立。クラウド型音声読み上げサービスのリーディング企業であるReadSpeaker社を買収。HOYA Surgical Opticsが白内障用眼内レンズ生産拠点をタイに新設。
  - 8月 - 米国Performance Opticsおよびその子会社 VISION EASE、大明光学を買収。
- 2018年（平成30年）1月 - HOYA Surgical Opticsが白内障用眼内レンズのR&Dセンターをシンガポールに開設。
- 2019年（平成31年）
  - 1月 - 眼科医療機器メーカー2社、Mid Labs社（米国本社）およびFritz Ruck社（ドイツ）を買収。
  - 2月 - 経済産業省・日本健康会議主催「健康経営優良法人～ホワイト500～」に3年連続で認定。
- 2020年（令和2年）
  - 1月 - HOYA CANDEO OPTRONICS株式会社を吸収合併。
  - 2月 - 経済産業省・日本健康会議主催「健康経営優良法人～ホワイト500～」に4年連続で認定。
  - 5月 - HOYA Surgical Optics、中国の白内障用眼内レンズ販売代理店GeMaxと合弁会社設立。

### ペンタックスとの経営統合
カメラ大手ペンタックスと2007年（平成19年）10月をめどに新会社「HOYAペンタックスホールディングス」を設立し、医療向け事業の拡大やカメラ・レンズの一貫生産体制をはじめとした各事業の統合・効率化を図る方針であった。しかし、鈴木洋のカメラ事業転売を示唆する発言にペンタックスの創業家である松本家が激怒したことを背景に、2007年（平成19年）4月にペンタックス側の経営陣が合併反対に動き、計画は白紙撤回となった。
これを受けて、HOYAは友好的買収による子会社化を発表。当初ペンタックス側はこれを拒否し、単独での経営を目指した中期経営計画を発表したが、阿部修平率いるスパークス投資顧問やフィデリティなどの大株主と資本市場に評価されず、結局2007年5月22日に株式公開買付け（TOB）による買収の受諾を通知した。これによりHOYAは同年7月3日からTOBを開始した。8月6日までに90.59パーセントの株式を取得し、8月14日にペンタックスを連結子会社としたが、経営陣の鈴木洋らは身内であるはずのHOYA創業家の一員である山中裕からも、買収価格の不適切さや手続きについて『日経ビジネス』2007年5月28日号上で強い批判を受けた。
2007年10月29日、HOYA・ペンタックス両社は当初の計画通り合併による事業の統合・効率化がベストであると判断し、2008年（平成20年）3月31日を効力発生日とする合併契約を締結した。2008年（平成20年）3月31日、HOYAを存続会社として吸収合併されペンタックスは解散した。合併後の社名は「HOYA株式会社」だが、「PENTAX」ブランドは維持される。また一部でHOYAと旧ペンタックスとで重複する製造部門・部署があるが、経営統合後も事業統合は行われなかった。合併前のHOYAは三和グループに属していたが、第一勧銀グループに属していたペンタックスとの合併によりHOYAは三和色と第一勧銀色を併せ持つ企業となった。
ペンタックスより引き継いだ測量機器事業（現・TIアサヒ株式会社）は2009年11月30日付で台湾儀器行に、デジタルカメラ・交換レンズなどのイメージングシステム事業（現・リコーイメージング株式会社）は2011年10月1日付けでリコーに譲渡された。

## 歴代社長
1. 山中正一（1941-1944）‐ 創業者
2. 山中茂（1944-1945） ‐創業者。山中正一の弟
3. ？（1945-1947）
4. 山中茂（1947-1957）
5. 鈴木哲夫（1957-1967） ‐ 山中茂の娘婿
6. ？（1967-1970）
7. 鈴木哲夫（1970-1993）
8. 山中衛（1993-2000） ‐ 山中茂の長男
9. 鈴木洋（2000-） ‐ 鈴木哲夫の長男

（出典：）

## 事業所
- グローバル本社（東京都新宿区）
- 新事業開発部門（東京都昭島市)
- ブランクス事業部
  - 営業部（東京都新宿区）
  - 長坂事業所（山梨県北杜市）
- マスク事業部
  - 八王子工場（東京都八王子市）
  - 熊本工場（熊本県菊池郡大津町）
  - 横浜サテライトオフィス（神奈川県横浜市）
  - 関西マーケティングセンター（京都府京都市）
- MD事業部
  - 新宿オフィス（東京都新宿区）
  - 長坂事業所（山梨県北杜市）
- オプティクス事業部
  - 昭島工場・営業部（東京都昭島市）
- ビジョンケアカンパニー
  - 日本本部（東京都中野区）
- メディカル事業部
  - 日本統括本部（東京都中野区）
  - HOYAメディカルリサーチセンター（東京都板橋区）
  - HOYAメディカルロジスティックスセンター（埼玉県本庄市）
  - 国内7営業所
- アイケアカンパニー事業部 - 直営コンタクトレンズ専門店「コンタクトのアイシティ」を運営[10]。2009年まではHOYAヘルスケアが運営していた。
  - 本部（東京都中野区）
- PENTAX
  - 昭和の森技術センター（東京都昭島市）
  - 日本営業本部（東京都三鷹市）
  - 宮城事業所（宮城県栗原市）
  - 山形事業所（山形県長井市）
  - 小川事業所（埼玉県比企郡小川町）
  - PENTAXライフケア事業部 国内5営業所

## 関連会社
- HOYAデジタルソリューションズ株式会社
- HOYA CANDEO OPTRONICS株式会社
- アヴァンストレート株式会社（旧NHテクノグラス）
- HOLTジャパン株式会社
- ヴィクシオン株式会社

## CM出演者

### 現在
- 永野芽郁 - アイシティ（2020年 - ）、2021年 - 2023年は高田純次と共演し、eyecity市の市民役を演じたが[CM 1][CM 2][CM 3]、2020年と2021年は単独で出演したCMもあった[CM 4][CM 5]。2023年以降は店頭スタッフ（瞳のプロフェッショナル）役[CM 6]や小学校の先生役[CM 7]を演じている。
- とにかく明るい安村 - アイシティ「瞳の特別授業」篇（2024年）、保護者（父親） 役[CM 7]（Web動画、「考える安村」篇にも出演[CM 7]）。永野芽郁と共演

### 過去
- 別当薫 -「バリラックスII」（1970年代〈1975年に広告モデルとして出演歴あり〉 - 1980年代）
- 二谷英明 - 「バリラックスII」、「HOYA V2」（1980年代後半 - 1990年代前半、「バリラックスII」は妻・白川由美と共演。「HOYA V2」は単独出演）
- 白川由美 - 「バリラックスII」、「HOYA V2」（1980年代後半 - 1990年代前半、「バリラックスII」は夫・二谷英明と共演。「HOYA V2」は単独出演）
- 森本毅郎 - 「HOYA V3」（1987年）[注釈 1]
- 立花理佐 - 「パソネックス」（1987年）
- 逸見政孝 - 「HOYALUX」（1991年、同品の広告モデルも担当）
- 三枝成彰 - 「バリラックス」（1994年、CMソング〈自身が作曲したピアノ演奏〉も担当）
- 遠野なぎこ - アイシティ（1995年）[CM 8]
- 池脇千鶴 - 「HOYALUX」（1999年 - 2001年）
- 草刈麻有 - アイシティ「いらっしゃればわかります」篇（2011年 - 2012年）[CM 9]
- 本田翼 - アイシティ（2012年 - 2013年）[11]
- 広瀬アリス - アイシティ（2014年 - 2015年）[CM 10][CM 11]
- 千葉雄大 - アイシティ（2015年）、広瀬アリスと共演[CM 12][CM 11]
- くじら - アイシティ（2015年）、広瀬アリスと共演[CM 11]
- 木村多江 - 「HOYALUX」（2015年）[12]
- 小山慶一郎 - アイシティ「ハイグレードコンタクト」（2016年）[CM 13][CM 14]
- 桐谷美玲 - アイシティ（2017年 - 2019年）[CM 15][CM 16][CM 17]
- 中川大志 - アイシティ「なんででしょ？」篇（2018年）[CM 18]
- 高田純次 - アイシティ（2021年 - 2023年）、eyecity市の市長（J.高田） 役（2021年はWeb動画、「目の筋肉運動」篇にも出演[CM 19]）[CM 1][CM 2][CM 3]。永野芽郁と共演
- 横浜流星 - ワンデーコンタクトレンズ「hoyaONE（ホヤワン）」（2023年）[CM 20]
- 近藤春菜 - アイシティ「親子で安心デビュー」篇（2023年）、娘と来店した母親 役[CM 6]
- りんか＆あんな - アイシティ（2024年、50周年記念CM「今を、思いっきろう。」篇）[CM 21] - テレビCMは中部ローカルで放送[CM 21]
- 田中久美子 - 「SFTコート」（出演時期不明、同品の広告モデルも担当）[CM 22]

## CMソング
1970年前後にCMソング「HOYAのメガネ」（作詞：不明、作曲：小森昭宏、歌：青木マサシ、コーラス：サニートーンズ）が製作され、レコード化された（楽曲版権：保谷硝子眼鏡営業部）。同レコードには30秒CM版・15秒CM版・インストゥルメンタルの3曲が収録されている。

## 提供番組
- 傷だらけの天使（日本テレビ系列）
- 日本テレビ水曜8時枠連続ドラマ（日本テレビ系列）
- FNNニュースレポート23:00（フジテレビ系列）
- FNNニュースレポート23:30（フジテレビ系列）
- FNNスーパータイム（フジテレビ系列）
- GOGOサンデー（TBS系列）
- 土曜ワイド劇場（テレビ朝日系列）
- プリキュアシリーズ（テレビ朝日系列・ABC制作）

## 不祥事・批判
- 1996年（平成8年）5月ごろから2002年（平成14年）11月ごろまで販売していた、眼鏡レンズの耐衝撃性強化加工「シプラスコート」（加工料、レンズ1枚につき2,000円）について、この加工を全く行わず計36,000枚（7200万円相当）を出荷していた[13]。これが不当景品類及び不当表示防止法に違反する（優良誤認）として、公正取引委員会より排除命令を受けている[14][15][16]。問題発覚後、マスコミの取材に対して「加工済みかどうかはレンズを割らないと判断できないため、交換・返金は極めて難しい」[17]とコメントした。積極的な交換・返金に応じていないとの批判を受けている。2009年（平成21年）4月現在、同社のウェブサイトでシプラスコートに関する記述は、2003年4月7日付のニュースリリース[18]と2003年6月13日付のニュースリリース[19]のみとなっている。
- 2001年、米国ローレンス・リバモア国立研究所のレーザー核融合施設「国立点火施設」（National Ignition Facility; NIF）にレーザー光線増幅用の特殊ガラスを納入したこと[注釈 2]に対して、核兵器の性能維持・開発に協力するものとして、原爆被爆者、広島市長、長崎市長、原水禁などから批判を受けている[21][22]。
- 2013年6月、東京国税局による税務調査によって、海外子会社との取引で生じた価格を巡り約200億円の申告漏れを指摘されていたことが明らかになった。同社は異議を申し立てるとしている[23]。
- 2021年4月、鈴木哲夫元社長の遺族が、東京国税局の税務調査を受けていたことが発覚。鈴木は生前、自身の資産管理会社（エス・アイ・エヌ）を経由し、株移転にて所有していたHOYA株百数十億円分の財産圧縮していたことに対し、遺族は相続財産について約90億円の申告漏れを指摘され、過少申告加算税を含む相続税の追徴税額は約50億円を支払ったとされる[24]。